# Източно пото
Източно още златно пото (Arctocebus calabarensis), е вид бозайник от семейство Лориеви (Lorisidae).

## Разпространение и местообитание
Разпространен е в Камерун и Нигерия.